# 180. п. н. е.

## Догађаји
- У Риму донет закон Lex Villia de annalis o потребној старости кандидата за одређену магистратуру, и прописано време колико мора протећи између сваке магистратуре.
- Након три године интрига против свог млађег брата Деметрија, укључујући оптужбе да жели наслеђе на македонском престолу и да је савезник Рима, Персеј наговара свог оца, краља Филипа V Македонског, да погуби Деметрија.
- Рим завршава покоравање целе Италије поразом Лигураца у бици код модерне Ђенове. Рим депортује 40.000 Лигураца у друге области Републике.
- Птолемеј VI Филометор, са 6 година, влада као ко-регент са својом мајком, Клеопатром I, која, иако ћерка селеукидског краља, не ступа на страну краља Селеука IV и остаје у пријатељским односима са Римом.
- Након смрти Аристофана из Византије, Аристарх Самотрачки постаје библиотекар у Александрији.
- Деметрије I започиње инвазију на данашњи Пакистан, након ранијег уништења династије Маурија од стране генерала Пушјамитре Шунге.
- Аполодот I, генерал Деметрија I од Бактрије, постаје краљ западних и јужних делова индо-грчког краљевства, од Таксиле у Пенџабу до подручја Синда и могуће Гуџарата. Он одржава своју верност Деметрију I.